# Perșotravneve, Vasîlivka
Perșotravneve (în ucraineană Першотравневе) este un sat în comuna Skelkî din raionul Vasîlivka, regiunea Zaporijjea, Ucraina.

## Demografie
Componența lingvistică a localității Perșotravneve
     Ucraineană (90,43%)
     Rusă (9,57%)
Conform recensământului din 2001, majoritatea populației localității Perșotravneve era vorbitoare de ucraineană (90,43%), existând în minoritate și vorbitori de rusă (9,57%).